# Милан Карановић
Милан Карановић (Велика Рујишка, 23. април 1882 — Сарајево, 1955) био је српски етнограф.

## Биографија
Рођен је 1882. године у новљанском селу Велика Рујишка, која је тада припадала срезу Босанска Крупа, а данас општини Нови Град. Основну школу завршава у Босанској Крупи, а потом одлази у Сарајево гдје 1897. уписује "Земаљску занатлијску школу" – смјер столар. Ову школу напишта у другом разреду да би се уписао у први разред Гимназије. Као ученик првог разреда богословије је објавио и први рад о миграцијама из Старе Србије и Херцеговине преко Босне у Сјеверну Далмацију, Хрватску и Славонију због чега је похваљен лично од стране Јована Цвијића уз хонорар од 150 динара. Након тога добија позив од Цвијића да га посјети у Београду, али се то није одмах остварило. Зав ршивши богословску школу, жени се Милом Благојевић и добија парохију у селу и креће и Босанску Крупу, гдје добија парохију у селу Рујници код Цазина 1909. године. Изабран је за почасног члана Епархијског црквеног суда у Бања Луци 1911. године одакле је, 1913, премјештен у Велику Кладушу. Изузетним залагањем Карановића саграђена је нова црква у Кладуши 1913. године, због чега је добио посебну похвалу од митрополита. Током Првог свјетског рата, новембра 1914, стављен је у кућни притвор, а потом је одведен у Бања Луку на војни суд гдје је након четири мјесеца због недостатка доказа пуштен. У међувремену му умире супруга Мила, па наставља живот као свештеник удовац. У марту 1918. године је премјештен из Кладуше у Чађавићку парохију. По завршетку рата Карановић је изабран за члана Народног вијећа среза Босански Нови.
Године 1919, одлучи Карановић да коначно посјети Јована Цвијића у Београду и да му да извјештај о свом раду на испитивању поријекла становништва у Поуњу, али ни тада није имао среће, јер је Цвијић био на Мировној Конференцији у Версају. Међутим, Цвијић му је одговорио и позвао да дође у Београд са препоруком да се јави у Министарство просвјете код Љубе Давидовића, који му предложи да обавља послове секретара Духовног суда у Београду. Више га је привлачило мјесто у сарајевском Земаљском музеју о којем је разговарао са Владимиром Ћоровићем. Коначан сусрет са Цвијићем је остварен 28. марта, 1920. године. Након разговора са Цвијићем уручено му је писмо Министра просвјете којим је упућен на рад у Земаљски музеј Сарајево. У Сарајеву га је примио доктор Ћиро Трухелка и распоредио га код Владислава Скарића у згради библиотеке и Института за испитивање Балкана. Године 1923. одлучује да се ожени са Зором Стефановић из Земуна и због тога напушта свештенички позив. Радио је као етнограф-кустос у Земаљском музеју у Сарајеву до 1946. Умро је умро 1955. год.
Карановић се од ране младости занимао за антропогеографске прилике у Крајини па се већ за вријеме школских распуста бавио неком врстом аматерских истраживања. По природи посла, био је упућен на сталну комуникацију са становништвом, што му је користио за прикупљање података из историје и етнографије. На приједлог професора Владислава Скарића, Карановић је већ 1904. започео плодну сарадњу са Јованом Цвијићем. У почетку као парохијски свештеник, а потом као етнолог истраживач, Карановић је годинама проучавао богату културну заоставштину крајишког подручја. Народне пјесме, везови, обичаји и предања, само су дио фолклорног богатства прикупљеног у готово педесетогодишњем раду овог научног радника. Карановић се преко Петра Кочића упознао са Змијањем те се прихватио испитивања бурне историје и традиције овог краја.
Био је изузетно плодан истраживач. Иза себе је оставио више од 300 разних чланака и расправа. Његови најзначајни радови посвећени Босанској Крајини су: Поуње у Босанској Крајини, Саничке жупе у Босанској Крајини, Четовање војводе Петра Мркоњића - краља Петра по Босанској Крајини 1875-1878. и Босанска Крајина–кратак историјски, антропогеографски и етнографски преглед. Књига Четовање војводе Петра Мркоњића у Босанској Крајини 1875-1876 настала је као посљедица Карановићевих разговора са посилним краља Петра Лазом Шкрбићем из Стабанџе. Сарађивао је у многим листовима: "Српска ријеч", "Народ", "Србобран", "Нови живот", "Просвета", "Српско коло", "Политика". Успешно саображавајући своја научна сазнања новинском формату, у ”Политици” је у међуратном периоду објавио бројне чланке, између осталог походећи језерске области око реке Пливе, подручја Сребренице и Гласинца, планинске површи усамљеног насеља Имљани, Подрашничког поља, села Добретиће у Травничком крају итд., али су му најчитанији прилози били посвећени личности и делу Петра Кочића, као и Змијању, крају пишчевог одрастања и приповедачког надахнућа.  Бројни чланци, укључујући и дјела већег обима, изишли су у издањима Српске академије наука. Карановићеви научни подухвати нису остали незапажени; о његовој личноси и дјелу написане су бројне критике и студије. Његови етнографски радови, уз етнографске радове свештеника Петра Рађеновића, представљају посебан допринос познавању локалне прошлости.

## Избор из библиографија
- Проучавање села, Сарајево, 1907.
- Са Уне, Сарајево, 1907.
- О научном раду Јована Цвијића, Сарајево, 1925.
- Божић у српским народним пјесмама, Сарајево, 1925.
- Поуње у Босанској Крајини, 1925.
- О типовима кућа у босни, Сарајево, 1927.
- Босна и Херцеговина, историјско-етнографски преглед, 1928.
- О старинској народној ношњи Босанске Крајине, Сарајево, 1932.
- Манастир Гомионица, београд, 1934.
- Легенда о благу цара Лазара, Београд, 1935.
- Свети Сава у фолклору Босанске Крајине, 1936.
- Ускочко и соколско гнездо на Уни, Београд, 1936.
- Цвијићеви напори око проучавања Босне, Сарајево, 1937.
- Имљанска народна ношња, вез и бојење